# مسجد سيدي أحمد (الصويرة)

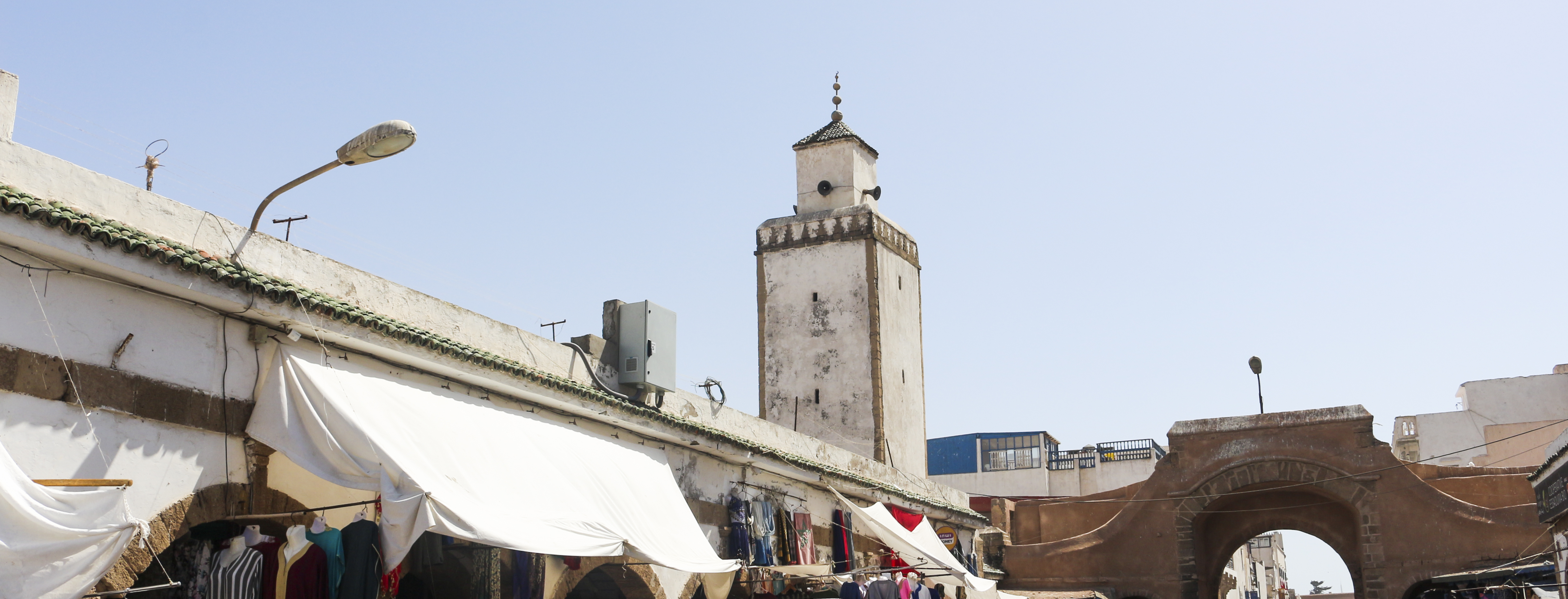

مسجد سيدي أحمد أو مسجد سيدي أحمد بن محمد هو مسجد تاريخي بمدينة الصويرة شيده السلطان محمد بن عبد الله خلال القرن 18، يضم مكتبة تاريخية تحتوي على مخطوطات تبرع بها السلطان محمد بن عبد الله. سمي هذا المسجد على اسم الشيخ سيدي أحمد بن محمد من قبل السلطان. 